# 松崎秀昭
松崎 秀昭（まつざき ひであき、1966年5月1日 - ）は、熊本県熊本市出身の元プロ野球選手（投手）。右投右打。

## 来歴・人物
熊本市立帯山中学校では軟式野球部に在籍。1981年の第3回全国中学校軟式野球大会の同校優勝に投手として貢献する。
1982年に鎮西高に進学。3年次の1984年に夏の甲子園にエースとして出場。準決勝に進むが取手二高の石田文樹らに抑えられ大敗。1年下のチームメートに中堅手の山野和明がいた。中学生当時から特徴的なフォームのアンダースローで、全国大会でノーヒットノーランを記録している。しかし甲子園ではフォームが変則的で二段モーションとみなされるおそれがあるとして、球審から注意を受けている。スライダー、シュート、カーブ、シンカーを武器とした。
1984年のプロ野球ドラフト会議で南海ホークスから4位指名を受け入団。
プロ2年目の1986年に一軍初登板を果たし、1989年には5試合に中継ぎとして登板するが、その後は登板機会に恵まれずに1990年限りで現役を引退。
現役引退後は妻の家業を手伝うなどしていたが、後に井手らっきょが主宰するPBAでコーチを務めている。

## 詳細情報

### 年度別投手成績
| 年 度     | 球 団         | 登 板 | 先 発 | 完 投 | 完 封 | 無 四 球 | 勝 利 | 敗 戦 | セ 丨 ブ | ホ 丨 ル ド | 勝 率 | 打 者 | 投 球 回 | 被 安 打 | 被 本 塁 打 | 与 四 球 | 敬 遠 | 与 死 球 | 奪 三 振 | 暴 投 | ボ 丨 ク | 失 点 | 自 責 点 | 防 御 率 | W H I P |
| --------- | ------------- | ----- | ----- | ----- | ----- | -------- | ----- | ----- | -------- | ----------- | ----- | ----- | -------- | -------- | ----------- | -------- | ----- | -------- | -------- | ----- | -------- | ----- | -------- | -------- | ------- |
| 1986      | 南海 ダイエー | 3     | 0     | 0     | 0     | 0        | 0     | 0     | 0        | --          | ----  | 16    | 4.0      | 4        | 1           | 0        | 0     | 0        | 2        | 0     | 0        | 3     | 2        | 4.50     | 1.00    |
| 1988      | 南海 ダイエー | 1     | 0     | 0     | 0     | 0        | 0     | 0     | 0        | --          | ----  | 9     | 2.1      | 3        | 1           | 0        | 0     | 0        | 0        | 0     | 0        | 1     | 1        | 3.86     | 1.29    |
| 1989      | 南海 ダイエー | 5     | 0     | 0     | 0     | 0        | 0     | 0     | 0        | --          | ----  | 45    | 8.0      | 12       | 0           | 6        | 0     | 2        | 3        | 0     | 0        | 9     | 7        | 7.88     | 2.25    |
| 通算：3年 | 通算：3年     | 9     | 0     | 0     | 0     | 0        | 0     | 0     | 0        | --          | ----  | 70    | 14.1     | 19       | 2           | 6        | 0     | 2        | 5        | 0     | 0        | 13    | 10       | 6.28     | 1.74    |

- 南海（南海ホークス）は、1989年にダイエー（福岡ダイエーホークス）に球団名を変更

### 記録
- 初登板：1986年4月23日、対ロッテオリオンズ1回戦（川崎球場）、3回裏2死から2番手で救援登板、1/3回無失点

### 背番号
- 46 （1985年 - 1990年）